# Golden Gala 2014
Navigation
Édition précédente Édition suivante
La meeting Golden Gala 2014 s'est déroulé le 5 juin 2014 au Stade olympique de Rome, en Italie. Il s'agit de la quatrième étape de la Ligue de diamant 2014.

## Résultats

### Hommes
| Épreuve          | Vainqueur                                 | Second                            | Troisième                    |
| ---------------- | ----------------------------------------- | --------------------------------- | ---------------------------- |
| 200 m            | Alonso Edward 20 s 19                     | Christophe Lemaitre 20 s 24 (SB)  | Curtis Mitchell 20 s 46 (SB) |
| 400 m            | LaShawn Merritt 44 s 48                   | Youssef Masrahi 45 s 14           | David Verburg 45 s 18        |
| 1 500 m          | Silas Kiplagat 3 min 30 s 44              | Ayanleh Souleiman 3 min 31 s 19   | Asbel Kiprop 3 min 31 s 89   |
| 3000 m steeple   | Jairus Kipchoge Birech 8 min 06 s 20 (SB) | Paul Kipsiele Koech 8 min 10 s 53 | Brimin Kipruto 8 min 11 s 39 |
| Saut en hauteur  | Mutaz Essa Barshim 2,41 m (AR, =WL, MR)   | Bohdan Bondarenko 2,34 m          | Erik Kynard 2,31 m           |
| Triple saut      | Will Claye 17,14 m                        | Christian Taylor 17,11 m          | Lázaro Martínez 17,07 m      |
| Lancer du disque | Robert Harting 68,36 m (SB)               | Piotr Malachowski 65,86 m         | Viktor Butenko 64,87 m       |

### Femmes
| Épreuve           | Vainqueur                          | Seconde                         | Troisième                      |
| ----------------- | ---------------------------------- | ------------------------------- | ------------------------------ |
| 100 m             | Tori Bowie 11 s 05 (PB)            | Kerron Stewart 11 s 08 (SB)     | Simone Facey 11 s 13           |
| 800 m             | Eunice Sum 1 min 59 s 49           | Sahily Diago 2 min 00 s 01      | Ajee Wilson 2 min 00 s 18 (SB) |
| 5 000 m           | Genzebe Dibaba 14 min 33 s 99 (WL) | Almaz Ayana 14 min 37 s 16      | Viola Kibiwot 14 min 40 s 05   |
| 100 m haies       | Brianna Rollins 12 s 53 (WL)       | Dawn Harper-Nelson 12 s 54 (SB) | Queen Harrison 12 s 61 (SB)    |
| 400 m haies       | Kaliese Spencer 53 s 97 (WL)       | Georganne Moline 54 s 56 (SB)   | Eilidh Child 54 s 82 (SB)      |
| Saut à la perche  | Yarisley Silva 4,70 m (WL)         | Lisa Ryzih 4,60 m               | Silke Spiegelburg 4,50 m (SB)  |
| Triple saut       | Caterine Ibargüen 14,48 m          | Ekaterina Koneva 14,42 m        | Mabel Gay 14,38 m              |
| Lancer du poids   | Valerie Adams 20,01 m              | Christina Schwanitz 19,60 m     | Gong Lijiao 19,17 m            |
| Lancer du javelot | Barbora Špotáková 66,43 m          | Martina Ratej 63,12 m           | Kimberley Mickle 63,05 m       |